# Gilles Villeneuve
Joseph Gilles Henri Villeneuve (ur. 18 stycznia 1950 w Bethierville, zm. 8 maja 1982 w Heusden-Zolder) – kanadyjski kierowca wyścigowy. Ojciec Jacques'a Villeneuve'a.

## Życiorys
Urodzony w niewielkiej miejscowości Berthierville (Quebec, Kanada), Villeneuve karierę rozpoczynał m.in. od udziału w wyścigach Formula Atlantic. Wkrótce został dostrzeżony przez Europejczyków i od 1977 rozpoczęła się jego kariera w wyścigach Formuły 1, jako kierowcy McLarena.

### Formuła 1
Pod koniec pierwszego sezonu w F1 dostał propozycję przejścia do Ferrari i zgodził się. Później miał stwierdzić: „Gdyby ktoś mi powiedział – masz trzy życzenia to pierwszym byłoby: chcę się ścigać, drugim: chcę się ścigać w F1, trzecim: chcę się ścigać w F1 dla Ferrari”.
Dzięki swojej charyzmie i widowiskowym wyścigom zdobył rzesze fanów, lecz często uszkadzał przydzielane mu bolidy i nie kończył wielu wyścigów. W 1978 Scuderia musi uznać wyższość Lotusa. Szef stajni – Enzo Ferrari był tym faktem rozczarowany. Odbywa krótką rozmowę z młodym kierowcą, ganiąc go za częste zniszczenia bolidów. W rzeczywistości Enzo Ferrari bardzo lubił Villeneuve'a, który przypominał mu tragicznie zmarłego syna Dino.
Rok 1979 należał do Ferrari i rewelacyjnego bolidu 312T4. Villeneuve wygrał trzykrotnie, w GP Południowej Afryki, GP Stanów Zjednoczonych – Zachód i GP Stanów Zjednoczonych, lecz w końcowej klasyfikacji musiał uznać wyższość swojego kolegi z teamu – Jody'ego Schecktera. Do historii przeszedł jego zwycięski pojedynek z Francuzem René Arnoux z Renault o drugie miejsce, podczas Grand Prix Francji.
Sezon 1980 jest przeciwieństwem wcześniejszego – słaby samochód nie pozwala Kanadyjczykowi na osiągnięcie znaczących sukcesów, a sezon kończy punktując w tylko czterech wyścigach.
Sytuacja nieco się zmieniła w sezonie 1981, wraz z wprowadzeniem przez Ferrari silnika turbo. Villeneuve wygrał na torach w Monako i Hiszpanii, wziął również udział w zorganizowanym przez stajnię, pokazowym wyścigu ze startującym myśliwcem, w którym również odniósł zwycięstwo. Ostatecznie zajął 7. miejsce w klasyfikacji generalnej z dorobkiem 25 punktów.

#### Sezon 1982
Sezon 1982 zaczął się dla kierowcy oraz zespołu dobrze. Wkrótce doszło jednak do kontrowersyjnego incydentu, który, jak się później okazało, miał fatalne konsekwencje. Villeneuve prowadził w GP San Marino rozgrywanym na torze Imola. Pod koniec wyścigu, m.in. z powodu wycofania się ekipy Renault, szef teamu nakazał zwolnić wszystkim Ferrari. Villeneuve, pewny zwycięstwa, zastosował się do tego zalecenia. Inaczej czyni jednak inny kierowca włoskiego zespołu – Didier Pironi, który, tuż przed linią mety, wyprzedził Kanadyjczyka wygrywając tym samym wyścig. Villeneuve poczuł się zdradzony i obiecał, że już więcej nie odezwie się do Pironiego. Rzeczywiście obaj kierowcy już nigdy więcej nie zamienili ze sobą słowa. 

### Wypadek na torze Zolder
Dwa tygodnie po tym wydarzeniu na torze Imola zmagania przenoszą się do Belgii na tor Zolder. Podczas piątkowych kwalifikacji do GP Belgii Villeneuve popełnił błąd. Wchodząc z dużą prędkością w zakręt, najechał na koło jadącego przed nim bolidu Niemca Jochena Massa. Bolid Kanadyjczyka wystrzelił w powietrze i wielokrotnie koziołkując, z wielką siłą, wyrzucił kierowcę na zewnątrz. 
W wyniku odniesionych obrażeń, Villeneuve zmarł na miejscu.

## Upamiętnienie
W latach 80. Kanadyjczycy na cześć swojego wielkiego kierowcy tor w Montrealu nazwali Circuit Gilles Villeneuve, zaś w 1997 roku ukazała się seria znaczków pocztowych z jego podobizną.